# Зефферн
Зефферн (нім. Seffern) — громада в Німеччині, розташована в землі Рейнланд-Пфальц. Входить до складу району Бітбург-Прюм. Складова частина об'єднання громад Бітбургер-Ланд.
Площа — 4,92 км2. Населення становить 301 ос. (станом на 31 грудня 2020).

## Галерея

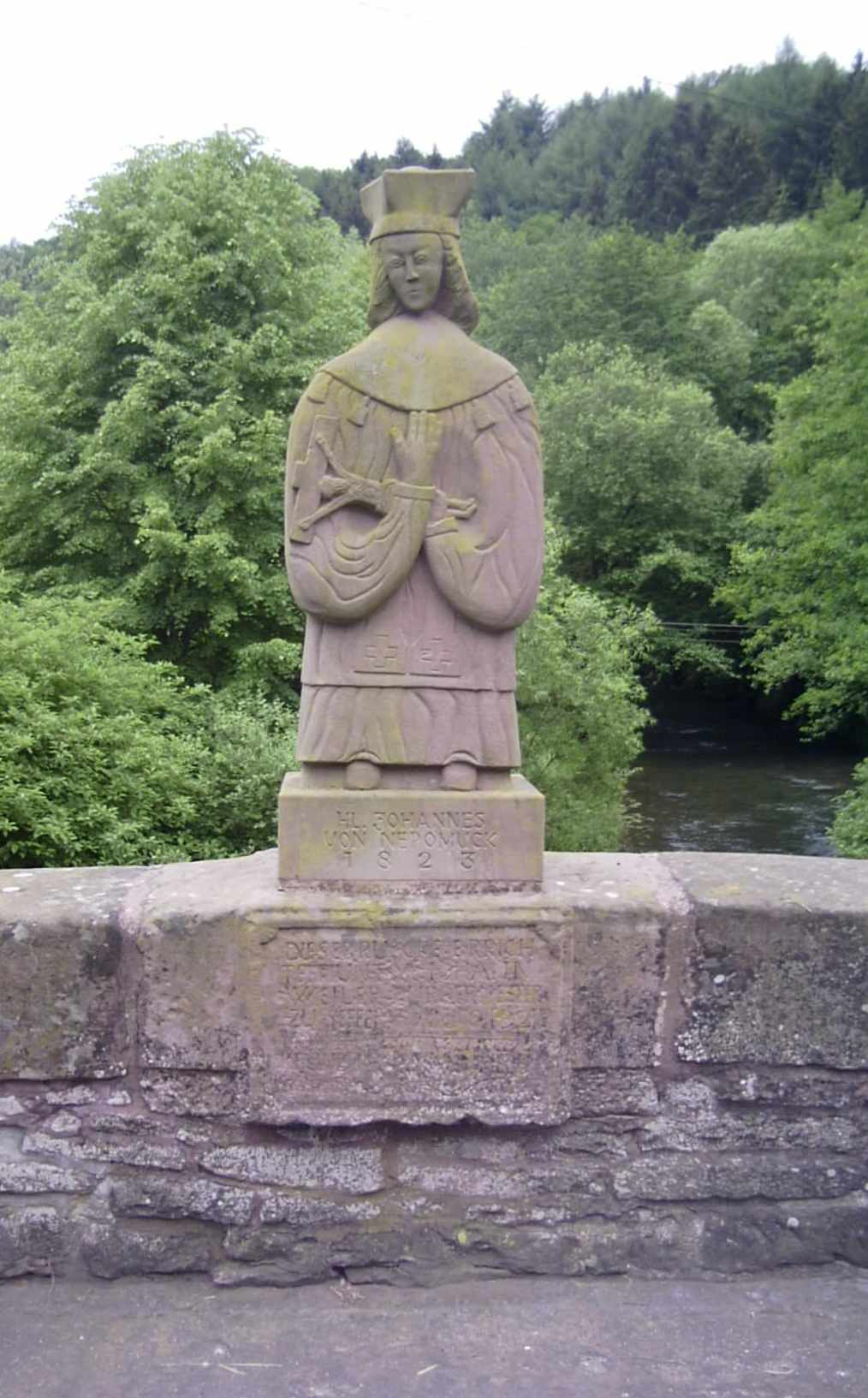